# Liste von Kraftwerken in Israel
Die Kraftwerke in Israel werden sowohl auf einer Karte als auch in Tabellen (mit Kennzahlen) dargestellt.

## Installierte Leistung und Jahreserzeugung
Im Jahre 2016 lag Israel bzgl. der installierten Leistung mit 17,59 GW an Stelle 48 und bzgl. der jährlichen Erzeugung mit 63,09 Mrd. kWh an Stelle 46 in der Welt. Der Elektrifizierungsgrad lag 2016 bei 100 %. Israel war 2016 ein Nettoexporteur von Elektrizität; es exportierte 5,2 Mrd. kWh.
Die Nettostromerzeugung in Israel insgesamt:

## Karte
| Aschalim |

| Dalia |

| Dorad |

| Eshkol |

| Ketura Sun |

| Mischor Rotem |

| Orot Rabin |

| Reading D |

| Rutenberg |

| Har Bnei Rasan |

| Gilboa |

## Kohlekraftwerke
| Name des Kraftwerks | Inst. Leistung (MW) | Brennstoff | Status                                                     |
| ------------------- | ------------------- | ---------- | ---------------------------------------------------------- |
| Orot Rabin          | 2.590               | Kohle      | in Betrieb, Block 1–4 seit 04/1984, Block 5–6 seit 07/1996 |
| Rutenberg           | 2.250               | Kohle      | in Betrieb, Block 1–2 seit 11/1991, Block 3–4 seit 02/2001 |

## Gaskraftwerke
In Israel wandeln 5 Kraftwerke Erdgas in Strom um:
- Dalia, 2 km südöstlich von Kfar Menahem in der Joav Regionalverwaltung, mit einer Leistung von 870 Megawatt.
- Dorad in Aschkelon, Israel, mit einer Leistung von 840 Megawatt.
- Eshkol in der nördlichen Industriezone von Aschdod mit einer Leistung von 145 Megawatt.
- Mischor Rotem in Dimona, ein früheres Öl-Kraftwerk, in Betrieb seit Sommer 2013 mit 440 Megawatt Leistung
- Reading D nordwestlich von Tel Aviv, mit 2 Blocks je 214 Megawatt Leistung

## Solarkraftwerke
| Name des Kraftwerks | Inst. Leistung (MW) | Typ                       | Status                     |
| ------------------- | ------------------- | ------------------------- | -------------------------- |
| Aschalim            | 300                 | Solarturm mit Heliostaten | Im Betrieb seit April 2019 |
| Ketura Sun          | 4,95                | Photovoltaik              | Im Betrieb seit 2011       |

## Windparks
Laut The Wind Power waren in Israel Ende 2018 Windkraftanlagen (WKA) mit einer Gesamtleistung von 27 MW in Betrieb.
| Name des Windparks | Inst. Leistung (MW) | Anlagen | Status     |
| ------------------ | ------------------- | ------- | ---------- |
| Emek Habacha       | 96                  |         | in Bau     |
| Gilboa             | 11,9                | 14      | in Betrieb |
| Har Bnei Rasan     | 6                   | 10      | in Betrieb |
| Sirin I            | 9,35                | 11      | in Betrieb |

## Ehemalige Kraftwerke
| Name            | Art         | Inst. Leistung (MW) | Betrieb        | Bemerkung                      |
| --------------- | ----------- | ------------------- | -------------- | ------------------------------ |
| Reading Block A | Ölkraftwerk | 50 MW               | 1938 – 1967    |                                |
| Reading Block B | Ölkraftwerk | 50 MW               | 1938 – 2004    |                                |
| Reading Block C | Ölkraftwerk | 50 MW               | 1970ern – 1981 |                                |
| Reading Block D | Ölkraftwerk | 50 MW               | 1970ern – 2006 | Umwandlung in ein Gaskraftwerk |

## Anbindung an das Europäische Stromnetz
Mit EuroAsia Interconnector1 ist eine Verbindung zwischen den griechischen, zypriotischen und israelischen Stromnetzen zum elektrischen Energieaustausch geplant.